# Mănăstirea Cocoș (rezervație naturală)
Mănăstirea Cocoș (rezervație naturală) este o arie protejată de interes național ce corespunde categoriei a IV-a IUCN (rezervație naturală de tip mixt), situată în județul Tulcea pe teritoriul administrativ al comunei Niculițel.

## Descriere
Rezervația naturală a fost declarată arie protejată prin Hotărârea de Guvern Nr.2151 din 30 noiembrie 2004 (privind instituirea regimului de arie protejată pentru noi zone) și se întinde pe o suprafață de 4,6 hectare.
La baza desemnării rezervației se află cocoșul de mesteacăn (Lyrurus tetrix), o specie de pasăre protejată la nivel european (anexa I-a a Directivei Consiliului European 147/CE din 30 noiembrie 2009 privind conservarea păsărilor ), aflată pe lista roșie a IUCN și un arborete (Celtis glabrata), plantă (endemică pentru Dobrogea) cunoscută sub denumirea populară de sâmbovină (asociația Gymnospermio altaicae - Celtetum glabratae).

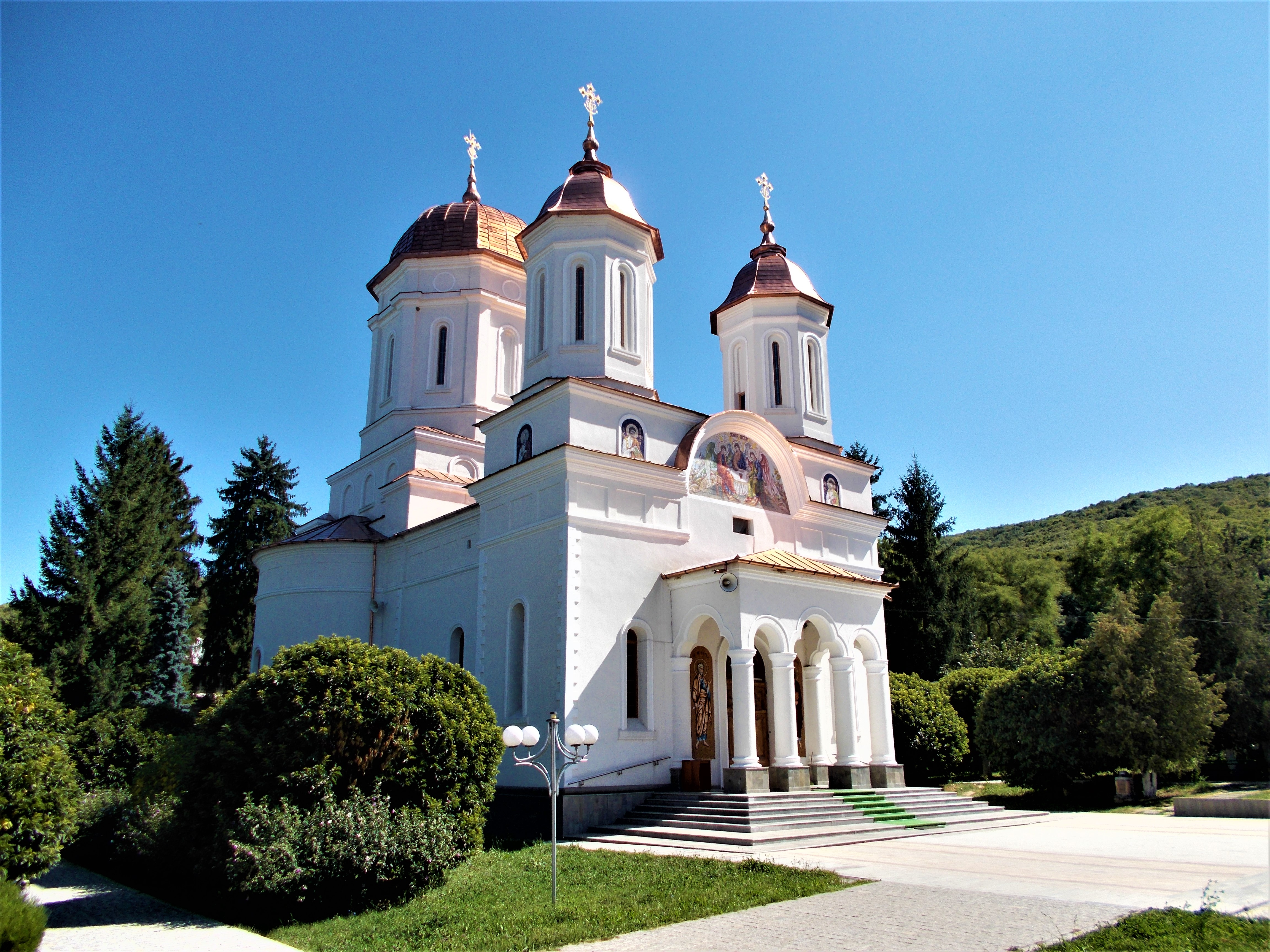
Biserica ”Adormirea Maicii Domnului” a Mănăstirii Cocoșu

În vecinătatea ariei protejate se află Mănăstirea Cocoșu (monument istoric), un important centru monahal și totodată un obiectiv turistic de real interes ce nu trebuie ocolit de niciun turist iubitor al trecutului și frumuseților regiunii dintre Dunăre și Marea Neagră.